# Anilus versicolor
Anilus versicolor är en insektsart som beskrevs av William Lucas Distant 1911. Anilus versicolor ingår i släktet Anilus och familjen kilstritar. Inga underarter finns listade i Catalogue of Life.